# 유명산
유명산(有明山)은 대한민국 경기도 양평군과 가평군 사이에 있는 높이 862m의 산이다. 산 정상에서는 멀리 북한강과 청평호를 비롯해 용문산, 화악산, 명지산 등의 모습이 보이고 발 아래로 남한강도 보인다. 경기 육괴의 선캄브리아기 경기변성암복합체 호상 흑운모 편마암으로 구성된다.
유명산에는 대한민국에서 최초로(1989년) 개장한 휴양림인 유명산휴양림이 있다.

## 같이 보기
- 한국의 산
- 가평군의 지질

## 참고자료
- 유연태 (2005년 5월 20일). 〈가평유명산휴양림:그 숲에선 내마음의 나무가 자란다〉. 《서울근교여행》 초판. 서울: 넥서스BOOKS. 138~145쪽.

## 사진

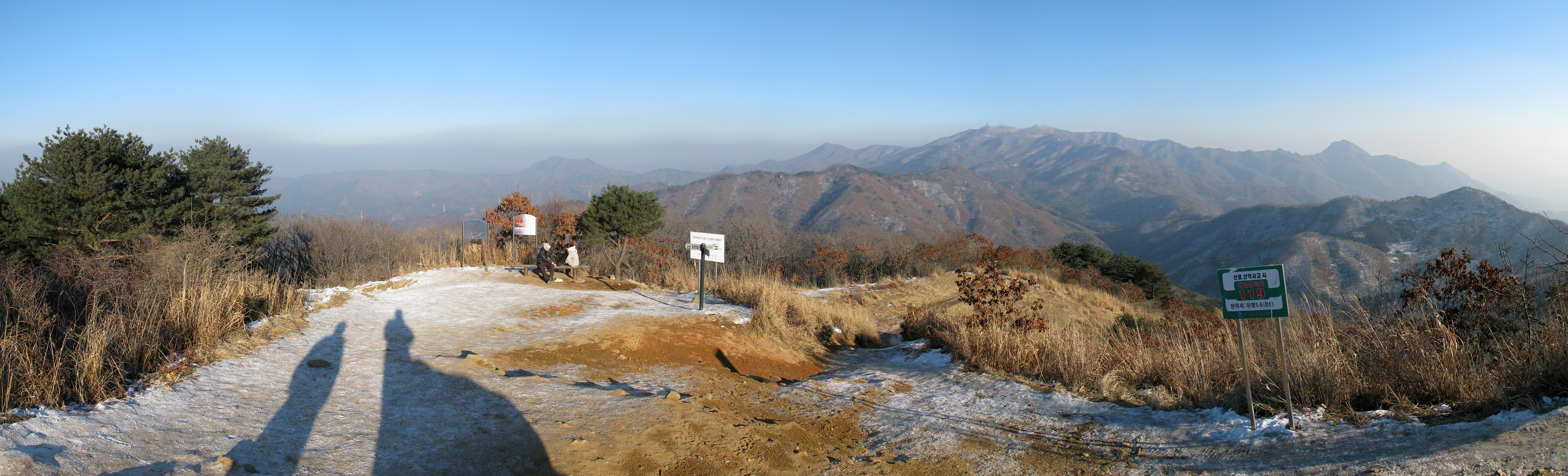
정상에서 찍은 파노라마 사진